# Supercoppa delle Fær Øer
La Supercoppa delle Fær Øer, in faroese Stórsteypadystur, è la competizione annuale in cui si affrontano in un'unica gara i campioni delle Fær Øer in carica con i detentori della Coppa nazionale.
La manifestazione è nata nel 2007. La squadra più titolata è l'HB Tórshavn, che vanta sei successi.

## Albo d'oro
| Anno | Vincitore     | Risultato         | Finalista     |
| ---- | ------------- | ----------------- | ------------- |
| 2007 | B36 Tórshavn  | 1 - 1 5 - 3 (dtr) | HB Tórshavn   |
| 2008 | NSÍ Runavík   | 4 - 0             | EB/Streymur   |
| 2009 | HB Tórshavn   | 3 - 1             | EB/Streymur   |
| 2010 | HB Tórshavn   | 2 - 1             | Víkingur Gøta |
| 2011 | EB/Streymur   | 2 - 0             | HB Tórshavn   |
| 2012 | EB/Streymur   | 4 - 0             | B36 Tórshavn  |
| 2013 | EB/Streymur   | 1 - 0             | Víkingur Gøta |
| 2014 | Víkingur Gøta | 2 - 1             | HB Tórshavn   |
| 2015 | Víkingur Gøta | 3 - 3 5 - 3 (dtr) | B36 Tórshavn  |
| 2016 | Víkingur Gøta | 1 - 0             | B36 Tórshavn  |
| 2017 | Víkingur Gøta | 2 - 1             | KÍ Klaksvík   |
| 2018 | Víkingur Gøta | 1 - 1 3 - 2 (dtr) | NSÍ Runavík   |
| 2019 | HB Tórshavn   | 1 - 0             | B36 Tórshavn  |
| 2020 | KÍ Klaksvík   | 1 - 1 5 - 4 (dtr) | HB Tórshavn   |
| 2021 | HB Tórshavn   | 3 - 1             | NSÍ Runavík   |
| 2022 | KÍ Klaksvík   | 3 - 1             | B36 Tórshavn  |
| 2023 | KÍ Klaksvík   | 0 - 0 (6-5 dtr)   | Víkingur Gøta |
| 2024 | HB Tórshavn   | 3 - 2             | KÍ Klaksvík   |
| 2025 | HB Tórshavn   | 2 - 0             | Víkingur Gøta |